# نوكيا N8
نوكيا N8 أحد الهواتف الذكية التي تعمل بتقنية اللمس السعوي-Capacitive Touch المقدمة من شركة نوكيا. نوكيا N8 هو أول جهاز يعمل بنظام تشغيل سيمبيان^3 وهو جهاز نوكيا الرائد للعام 2010.

## التاريخ
الهاتف السابق من سلسلة هواتفN كان N97, الذي أُنتُقِدَ لمشاكل النظام البرمجية البدائية.Anssi Vanjoki, نائب الرئيس التنفيذي للاسواق في نوكيا، قال في مقابلة أُجريت معه ان برنامج التحكم بالجودة (software qulaity control) سيكون في N8 أفضل منه في N8.
N97 كان أول جهاز يقدم نظام التشغيل سيمبيان^3 الخاص بالجوالات.كان مقررا ان يُطرح الجهاز في الربع الثاني من 2010, لكنه أُجِل إلى الربع الثالث من السنة نفسها، ليطلق اخيرا في 30 أيلول 2010 بسبب «التعديلات النهائية». N8 أصبح المنتج الأكثر طلبا من الزبائن في تاريخ نوكيا حتى اصداره والمبيعات في الربع الرابع قدرت تقريبا باربعة ملايين جهاز.
الهاتف السابق من نوكيا والذي يركز على التصوير كان N86 بكاميرا ذات مستشعر بدقة 8 ميجابكسل، والذي أصبح متوفرا في حزيران 2009.
N8 كان ثاني هاتف بتقنية اللمس السعوي، على خطى هاتف X6, والأول بتقنية اللمس المتعدد.

## المواصفات والأداء
- الأبعاد: 113.5×09×12.9 ملم
- الوزن: 135 غرام
- الشاشة: شاشة LEDِ عريضة (640×360 بكسل) بحجم3.5 بوصة مع أكثر من 16 مليون لون16:9 nHD

كما يحمل بطارية ثابتة

## الوسائط
- الذاكرة: ذاكرة داخلية 16 جيجا بايت. قابلة للتوسيع لغاية 32 جيجابايت معMicro SD
- تشغيل الفيديو:720p.30fps.h.264.mpeg-4.vc-1.h.263.real video 10.on2 vp6.flash video
- تشغيل الصوت:mp3.aac.eaac+wma.AMR-NB.AMR-WB

## الكاميرا الرئيسية
- العدسة: عدسات ضبط تلقائي 28 ملم CARL ZEISS TESSAR
- دقة التصوير: 12 ميجا بكسل
- طول البؤرة:5.4 ملم
- FLASH: فلاش Xenon

## الخرائط والملاحة
- GPS: شامل GPS
- جهاز الاستقبال: التوجيه (Accelerometer) البوصلة (Magnetometer).

## مدة التشغيل

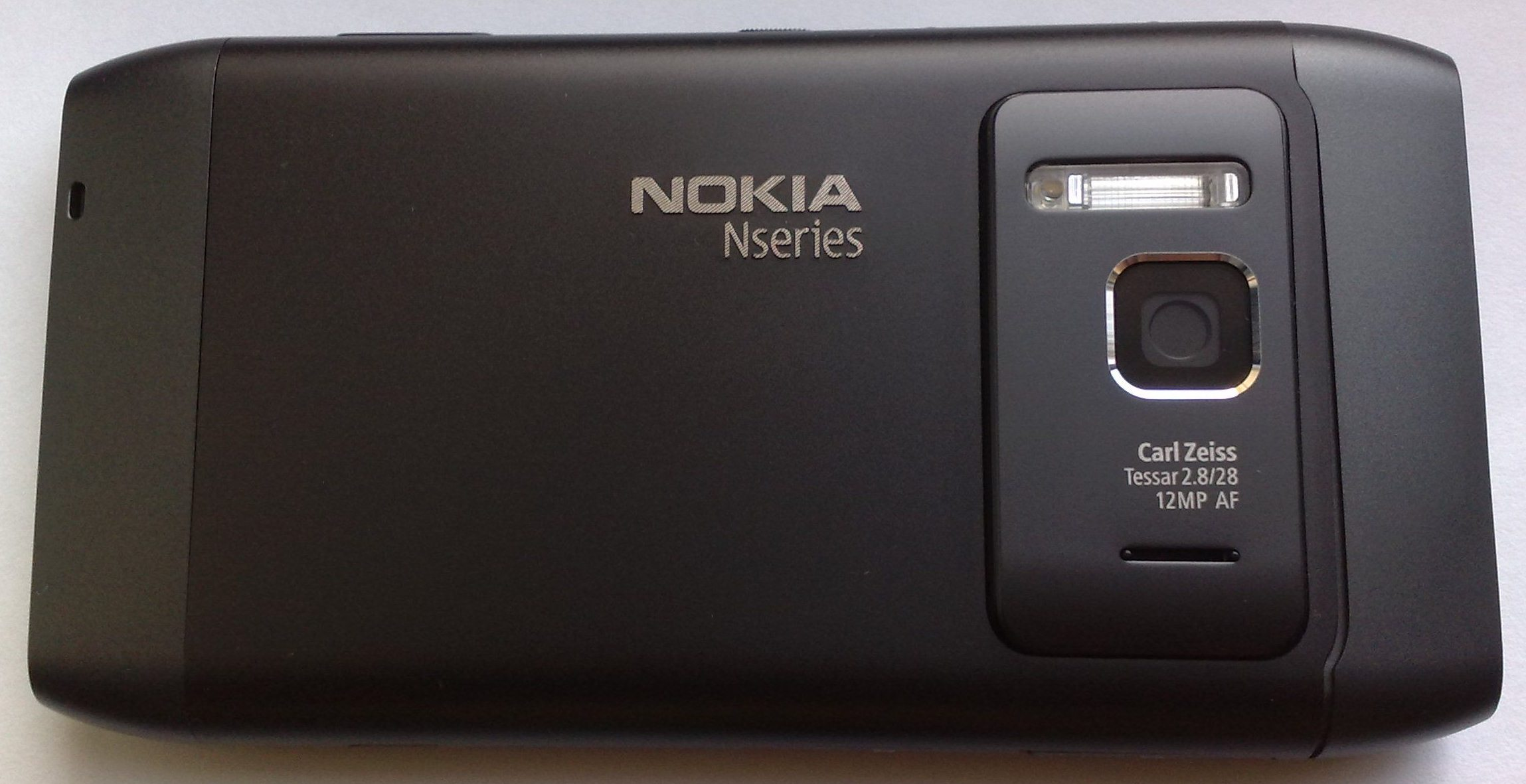
نوكيا N8

- مدة التكلم: 720 دقيقة (GSM) و 350 ديقية (WCDMA)
- مدة البقاء في وقت الانتظار: 390 ساعة (GSM)و 400 ساعة (WCDMA)
- مدة تشغيل الفيديو: 420 دقيقة.
- مدة تشغيل الصوت: 50 ساعة (وضع الفصل عن الشبكة)

## محتويات علبة البيع
- هاتف نوكيا N8
- شاحن عالي الكفاءة
- سماعة ستيريو
- موصل NOKIA CA-156
- وصلة تحويل HDMI CA-157
- وصلة تحويل ل USB OTG CA-157